# Kulturazaleen-Nacktbasidie
Die Kulturazaleen-Nacktbasidie (Exobasidium japonicum) ist eine Brandpilzart aus der Familie der Nacktbasidienverwandten (Exobasidiaceae). Sie lebt als Endoparasit auf Azaleen (Rhododendron spp.) und infiziert deren Blätter. Symptome des Befalls durch die Kulturazaleen-Nacktbasidie sind rote, stark geschwollene Blattgallen, die schließlich von Myzel überwuchert werden. Die ausgelöste Krankheit wird auch Ohrläppchenkrankheit genannt.  Die Art stammt aus Japan, wurde aber auch in andere Weltgegenden verschleppt.

## Merkmale

### Makroskopische Merkmale
Die Kulturazaleen-Nacktbasidie ist mit bloßem Auge zunächst nicht zu erkennen. Anfangssymptome des Befalls sind auf den Blättern zu erkennen: Die Blätter infizierter Azaleen bilden rote Flecken, dann bis zu 3 cm große Gallen auf der Blattunterseite aus. Später bricht das kalkweiße Myzel des Pilzes durch und überwuchert die Galle.

### Mikroskopische Merkmale
Das Myzel der Kulturazaleen-Nacktbasidie wächst interzellulär und bildet Saugfäden, die in das Speichergewebe des Wirtes wachsen. Die vier- bis fünfsporigen Basidien sind lang, unseptiert und schmalkeulig, die bananenförmigen Sporen hyalin, 12–20 × 3–4,5 µm groß und dünnwandig.

## Verbreitung
Die Kulturazaleen-Nacktbasidie wurde ursprünglich aus Japan beschrieben, die Art wurde jedoch durch die Einführung von Kulturazaleen in andere Weltgegenden, darunter Europa und Nordamerika verschleppt.

## Ökologie
Die Kulturazaleen-Nacktbasidie befällt Rhododendron indicum und nahe verwandte Arten. Der Pilz ernährt sich von den im Speichergewebe der Pflanzen vorhandenen Nährstoffen, seine Basidien brechen später durch die Spaltöffnungen an der Blattunterseite und setzen Sporen frei, die dann durch Wind verbreitet werden. Die Ansteckung kann aber auch durch physischen Kontakt von Blättern erfolgen.